# 高濱喜久子
高濱 喜久子（たかはま きくこ、本名：田中とく子、1902年（明治35年）1月25日 - 没年不明）は元宝塚少女歌劇団主演男役&娘役クラスの人物である。千葉県出身。夫は、花組公演『二つの扉』（1925年（大正14年）12月1日 - 12月28日）の作者であり、日活で常務、大映で常務取締役を務めた加賀二郎。声域はソプラノ。

芸名は小倉百人一首の第72番：祐子内親王家紀伊の
から命名された。

## 略歴
- 1915年（大正4年）[3]、宝塚少女歌劇養成会（現・宝塚音楽学校）に13歳で入会。宝塚歌劇団3期生。同期生に宇治朝子、小川夏子、高砂松子がいる。

- 1921年（大正10年）[3]、宝塚少女歌劇団を退団。

## 宝塚少女歌劇団時代の主な出演
- 『江の島物語』（1918年7月20日 - 8月31日、宝塚歌劇場(パラダイス劇場)）
- 『千手の前』『家庭敎師』（1919年3月20日 - 5月20日、宝塚新歌劇場(公會堂劇場)）
- 『風流延年舞』（1919年7月20日 - 8月31日、宝塚新歌劇場(公會堂劇場)）
- 『燈籠嶋』『ジヤンヌ・ダルク』（1919年10月20日 - 11月30日、宝塚新歌劇場(公會堂劇場)）
- 『餘吾天人』『西遊記』（1920年1月1日 - 1月20日、宝塚新歌劇場(公會堂劇場)）
- 『金平めがね』『思ひ出』『毒の花園』（1920年3月20日 - 5月20日、宝塚新歌劇場(公會堂劇場)）
- 『亂菊草紙』『コロンブスの遠征』『夢若丸』『正直者』（1920年7月20日 - 8月31日、宝塚新歌劇場(公會堂劇場)）
- 『お夏笠物狂』『五人娘』『月光曲』（1920年10月20日 - 11月31日、宝塚新歌劇場(公會堂劇場)）